# Я чекатиму...
«Я чекатиму…» (рос. «Я буду ждать...») — радянський художній фільм-мелодрама, знятий режисером Віктором Живолубом у 1979 році.

## Сюжет
У студента інституту іноземних мов Микити успішне життя: до закінчення інституту залишився рік, він перемагає на всіх змаганнях з дзюдо, у нього є кохана дівчина Маша, з якою вони збираються одружитися після отримання диплому. Одного разу він зустрічає на вулиці красиву жінку, віком старше себе, в яку закохується з першого погляду. Увечері того ж дня він виявляє в своєму будинку гостей: до батька Микити зайшов його шкільний друг Павло разом зі своєю супутницею Анною, яка і виявляється тією самою жінкою, яку Микита зустрів вдень. Микита відразу ж дає зрозуміти Анні, що вона йому дуже подобається. Стосунки Анни і Павла переживають певний застій. Павла влаштовує неквапливий ритм їхніх стосунків з Анною: у них гостьовий шлюб. Анна бажає зміцнити стосунки, і прямо каже Павлу про те, що хоче за нього заміж, але Павло не поспішає міняти своє життя. Микита починає залицятися до Анни: запрошує її подивитися змагання, де він буде виступати, після перемоги проводжає додому. Зустрічає в під'їзді, телефонує, залишає троянди на килимку біля дверей квартири. Анна демонструє неприступність, але Микита обіцяє чекати.
Одного разу батько кличе Микиту до телефону: дзвонить Анна. Микита приходить до неї додому, Анна готова поступитися його палким домаганням. Микита, стоячи ще на порозі квартири, перервавши обійми і поцілунки, дзвонить додому і повідомляє бабусі про те, що «сьогодні не ночуватиме вдома». Цим Микита все псує: Анна просить його піти. Микита повертається додому. У нього відбувається розмова з батьком, який висловлює йому сумніви: батькові Микити Анна подобається як людина, але він не уявляє сина поруч з жінкою свого друга. Крім того, він вважає, що Микита вчинив недобре, почавши залицятися до Анни під час кризи в її особистому житті. Проте, стосунки Микити і Анни налагоджуються. Микита з'їжджає від батька і бабусі на орендовану квартиру і вони з Анною починають зустрічатися. За звичкою Микита ще заходить час від часу додому до Маші, але та вже давно здогадалася про зміни в житті свого коханого, і вони розмовляють з Микитою про стосунки з Анною. Батько Микити як і раніше переконаний, що Микита і Анна не повинні бути разом. Одного разу він просить Микиту порвати з Анною першим, переконуючи його, що якщо він цього не зробить, то одного разу трапиться річ набагато гірша: Анна сама рано чи пізно порве з Микитою, але пережити це Микиті буде набагато складніше, ніж якщо він сам залишить її. Микита не слухає батька і переконаний в своєму прийдешньому великому щасті з Анною. Павло зустрічає Анну і між ними відбувається розмова. Павло глибоко кається у своєму зневажливому ставленні до почуттів Анни, клянеться їй у коханні і просить вийти за нього заміж. Анна робить вибір на користь давніх і перевірених стосунків: вона дзвонить Микиті і каже, що «не прийде». На цьому їх стосунки закінчуються.
Спортивні досягнення Микити йдуть на спад: він програє всі спаринги, заявляючи тренеру, що у нього болить серце. Медичне обстеження показує, що з серцем все гаразд, і лікарю стає зрозуміло, що цей біль зовсім іншої природи. Микита знаходить в собі сили і перемагає на чергових змаганнях по дзюдо. Після перемоги він заходить до Маші, у них відбувається дружня розмова, в ході якої, як і раніше сильно закоханий в Анну Микита просить Машу пояснити йому, чому все вийшло саме так, як вийшло. Вийшовши від Маші, він, продовжуючи свої роздуми, крокує по листю осіннього парку.

## У ролях
- Микола Єременко —  Микита Воронов, студент, майстер спорту з дзюдо
- Анна Твеленьова — Анна, художник-модельєр
- Ірина Шевчук — Маша, наречена Микити, художниця
- Костянтин Степанков — Олексій Воронов, батько Микити
- Микола Пеньков — Павло Старов, шкільний друг Олексія, хірург
- Рита Гладунко — Наталія Костянтинівна, мама Маші
- Наталія Гіцерот — бабуся Микити
- Юрій Каморний — Петрович, тренер по дзюдо

## Цікаві факти
Не зважаючи на те що фільм створено на Свердловській кіностудії у кадрі постийно з'являються панорами міста Києва. Перша зустріч Микити з Анною відбулась на вулиці Хрещатик. Зустріч Микити з батьком відбувається на південній платформі станції "Дніпро" київського метрополітену. У другій частині фільму у кадрі також можна побачити київський ЦУМ та вулицю Хрещатик.

## Знімальна група
- Автор сценарію:  Анатолій Степанов
- Режисер-постановник:  Віктор Живолуб
- Оператор: Микола Гайл
- Художник-постановник: В'ячеслав Панфілов
- Директор картини: В'ячеслав Воскресенський